# Justin Morrow
Justin Morrow (ur. 4 października 1987 w Cleveland) – amerykański piłkarz występujący na pozycji lewego obrońcy, obecnie zawodnik kanadyjskiego Toronto FC.

## Kariera klubowa
Morrow pochodzi z Cleveland w stanie Ohio. Jego ojciec w młodości uprawiał wrestling, zaś matka trenowała hokej na trawie. Posiada młodszą siostrę. Uczęszczał do lokalnej Saint Ignatius High School, gdzie był wyróżniającym się zawodnikiem szkolnych rozgrywek. Zdobył ze swoją drużyną dwa z rzędu mistrzostwa stanu (2004, 2005), pierwsze w historii swojej szkoły – sam zaś został wybrany do adidas/NSCAA High School All-American. Równocześnie trenował również lekkoatletykę. W późniejszym czasie studiował na University of Notre Dame w South Bend, w stanie Indiana, występując w uczelnianym zespole Notre Dame Fighting Irish. Podczas pobytu w drużynie dwukrotnie był wybierany do Big East Academic All-Star (2007, 2008), a na ostatnim roku pełnił rolę kapitana ekipy. Równocześnie grał w kilku zespołach z czwartego poziomu rozgrywkowego – USL Premier Development League, kolejno były to Indiana Invaders, Cleveland Internationals i Chicago Fire Premier.
W styczniu 2010 Morrow został wybrany w ramach MLS SuperDraft (z dwudziestego ósmego miejsca) przez San Jose Earthquakes. W drużynie tej pierwszy mecz rozegrał w kwietniu 2010 z Real Salt Lake (3:3, 5:3 k) w krajowym pucharze (U.S. Open Cup), strzelając wówczas gola. W Major League Soccer zadebiutował 1 maja 2010 w wygranym 1:0 spotkaniu z Colorado Rapids, lecz początkowo nie potrafił przebić się do składu i we wrześniu został wypożyczony na dwa miesiące do FC Tampa Bay z drugiego poziomu rozgrywek – USSF Division 2 Professional League. Po raz kolejny udał się na wypożyczenie do Tampa Bay w lipcu 2011, tym razem spędził jednak w tym zespole zaledwie dwa tygodnie w rozgrywkach North American Soccer League. Podstawowym zawodnikiem Earthquakes został dopiero w sezonie 2012, kiedy to zajął z drużyną pierwsze miejsce w konferencji zachodniej, zdobywając trofeum Supporters' Shield. Premierowego gola w najwyższej klasie rozgrywkowej strzelił 2 maja 2012 w wygranej 5:3 konfrontacji z D.C. United, a ogółem barwy Earthquakes reprezentował przez cztery lata.
W styczniu 2014 Morrow przeniósł się do ekipy Toronto FC, w zamian za allocation money w najbliższym drafcie. Tam z miejsca wywalczył sobie niepodważalne miejsce w wyjściowym składzie i jeszcze w tym samym roku dotarł do finału turnieju Canadian Championship. W sezonie 2016 dotarł natomiast do finału Major League Soccer (MLS Cup), a także wygrał Canadian Championship. Jeszcze bardziej udane były dla niego rozgrywki 2017, podczas których zajął z Toronto pierwsze miejsce w konferencji wschodniej i drugi raz w karierze wywalczył Supporters' Shield, po czym wygrał rozgrywki MLS – po raz pierwszy w historii klubu. Sam był czołowym graczem zespołu trenera Grega Vanneya i został wybrany do MLS Best XI – najlepszej jedenastki rozgrywek. Drugi raz z rzędu triumfował również w Canadian Championship.

## Kariera reprezentacyjna
W seniorskiej reprezentacji Stanów Zjednoczonych Morrow zadebiutował za kadencji selekcjonera Jürgena Klinsmanna, 29 stycznia 2013 w zremisowanym 0:0 meczu towarzyskim z Kanadą. W lipcu 2017 został powołany przez Bruce'a Arenę na Złoty Puchar CONCACAF, podczas którego rozegrał dwa z sześciu możliwych spotkań (obydwa w wyjściowym składzie). Amerykanie triumfowali natomiast w tym turnieju, pokonując w finale Jamajkę (2:1).